# Luiz Goes (músico)
Luís Fernando de Sousa Pires de Goes (Coimbra, 5 de Janeiro de 1933 - Mafra, 18 de Setembro de 2012) GOIH foi um médico e músico português. Cantor e compositor, conhecido pelo seu nome artístico, Luiz Goes, é considerado um dos expoentes máximos da canção de Coimbra.
Filho de Luís do Carmo Goes e de D. Leopoldina da Soledade Valente d'Eça e Leyva Cabral de Sousa Pires, nasceu em 1933, em Coimbra, e, por influência de seu tio paterno Armando do Carmo Goes, figura destacada da Canção de Coimbra, cedo começou a interpretá-la, e, aos 19 anos, a convite de António Brojo, gravou o seu primeiro disco.
No final da década de 1950, formou o Coimbra Quintet, com os músicos António Portugal, Jorge Godinho, Manuel Pepe e Levi Baptista, gravando o álbum Serenata de Coimbra, que "é ainda hoje o disco português mais vendido", segundo Manuel Alegre Portugal. Em 1958 licencia-se em Medicina, na Universidade de Coimbra e exerceu a profissão de médico-estomatologista até à sua reforma, em 2003. De 1963 a 1965 prestou serviço militar na Guiné como Alferes Miliciano Médico.
Foi autor de 25 canções estróficas e 18 baladas. Do seu reportório fazem parte canções como "Balada do mar", "É preciso acreditar", "Cantiga para quem sonha",  "Só" ou "Toada beirã".
Foi condecorado com a Ordem do Infante Dom Henrique, no grau de Grande Oficial (9 de Junho de 1994), com a Medalha de Ouro da cidade de Coimbra (4 de Julho de 1998), com a Medalha de Mérito Cultural da Câmara Municipal de Cascais e com o Prémio Amália Rodrigues 2005, na categoria Fado de Coimbra.